# 熊坂明子
熊坂 明子（くまさか あきこ、10月13日 - ）は、日本の女性声優。フリーランス。神奈川県出身。血液型はO型。東京女子体育短期大学児童教育学科、昭和音楽芸術学院ミュージカル科、映像テクノアカデミア声優科卒業。
ダンス講師やビーズアクセサリー講師もしている。以前は東京俳優生活協同組合（1997年 - 1999年）、ヴィーヴに所属していた。

## 出演作品

### ゲーム
- 三洋パチンコパラダイス11 〜新海とさらば銀玉の狼〜（結城はるか）
- ポンコツ浪漫大活劇バンピートロット（コリアンダー[2]）

### 吹き替え
- 天使にラブ・ソングを2（生徒[2]）

### ラジオ
- バンピートロット ポンコツラジオ

### CD
- 2005年発表会 (4) みならいウイッチーズ
- 2005年発表会 (3) 紅白祭り太鼓
- 2006運動会 (3) フルーツ天国
- 2006運動会 (1) ダンス〜ニッポン!チャチャチャ（2006年3月24日）
- 2009年ビクター運動会1 フリフリロックンロールフラッグ（2009年4月）

### 舞台
- あの子の方舟（2003年11月12 - 16日、アイピット目白） - 紀子
- fool on the boat（2007年7月26 - 29日、於代官山シアター） - ムービング